# 大岩根成悦
大岩根成悦（おおいわね まさよし　1970-）は、日本の実業家で株式会社ブライト代表。日本カジノスクール校長、日本カジノディーラーズ協会専務理事、岩国観光プロモーション戦略協議会参与。

## 来歴
- 専修大学経営学部経営学科卒業
- 2000年　有限会社オーエスプランニング設立
- 2003年　株式会社ブライト設立。代表取締役
- 2004年　日本カジノスクール設立[2]。校長

2020年前後のインタビューで、大岩根が約30年前にカジノに初めて触れ、カジノは社会悪ではなく大人が楽しめる社交場であると考えていると答えている。2017年に日本でカジノを含む統合型リゾートの合法化、日本国内展開に向けた動きが始まり、日本カジノスクールなどディーラーの養成校への入学者が急増している。

## 表彰
- 2004年　「カジノオブザイヤー」受賞　日本カジノ学会主催

## 著書
- IR＆CASINOを識って100倍楽しむ方法　/　フジサンケイビジネスアイ（日本工業新聞社）2019/11

## 出演

### テレビ
- 未来予報2011　【2011年】バラエティ番組
- マツコの知らない世界「カジノの世界」【2012年12月】バラエティ番組
- たけしの等々力ベース　第54回「カジノ道」【2013年】、第76回「カジノ道②」【2014年】　バラエティ番組
- ビートたけしのTVタックル「IRの是非」【2015年6月】　バラエティ番組